# Toxicocalamus atratus
Toxicocalamus atratus — вид отруйних змій родини аспідових (Elapidae). Ендемік Папуа Нової Гвінеї. Описаний у 2022 році.

## Поширення й екологія
Toxicocalamus atratus мешкають в горах Центрального хребта Нової Гвінеї, на схід до гір Екуті в провінції Моробе. Вони живуть в тропічних лісах і садах, на висоті від 840 до 2140 м над рівнем моря. Живляться черв'яками.